# アイスマン
アイスマン（英語: Iceman）は、1991年にアルプス山脈にあるイタリア・オーストリア国境のエッツ渓谷（海抜3,210メートル）の氷河で見つかった、約5300年前（紀元前3300年頃）の男性のミイラ である。
エッツィ（Ötzi）の愛称で知られる他、英語圏ではエッツィ・ジ・アイスマン（Ötzi the Iceman）、ハウスラプヨッホの男（Man from Hauslabjoch）などとも呼ばれる。

## 経緯

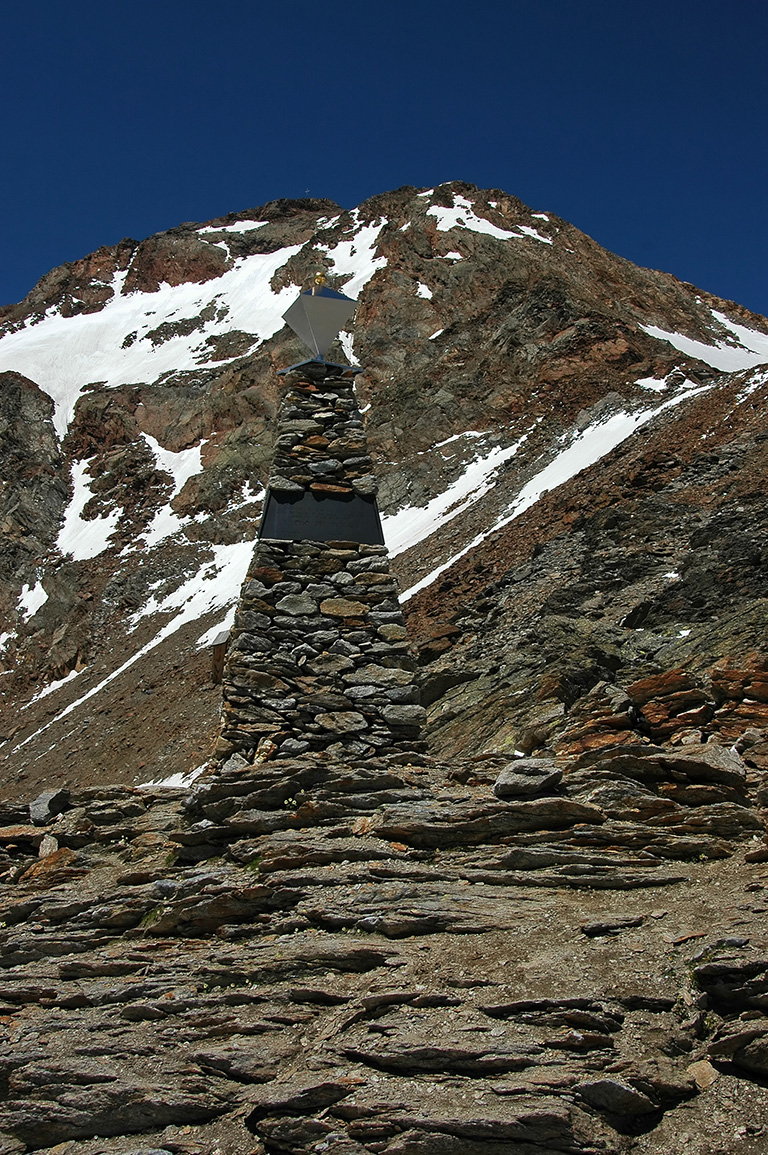
アイスマン発見地の記念碑

1991年9月19日、アルプス登山のルートから外れた場所を歩いていたニュルンベルクからの観光客、ヘルムートとエリカのジモン夫妻は、溶けた雪の下からミイラ化した遺体を発見した。当初それは通常の遭難者の遺体として処理されていたが、彼の周囲から見つかった物品が現代では見慣れない物だったため、司法解剖の前にインスブルック大学の考古学者に見せたところ、これらはヨーロッパの青銅器時代前期の物であることが判明した。
発見当時、発見された場所（エッツタール）にちなんでオーストリアの新聞記者が「エッツィ」と命名した。しかし1991年10月2日に行われた測量によって、そこが国境からイタリア側へ92.56メートル入った場所であることが判明し、イタリアに引き渡され、ボルツァーノ県立考古学博物館で公開されている。2021年現在もイタリアの南チロル考古学研究所で調査が続けられている。アイスマンは普段は摂氏-6度、湿度99％の冷凍庫の中で保管され、ミイラに水分を補給する為に2ヶ月に1度だけ冷凍庫の外に出される。
また同研究所は、発見当時の氷の中のアイスマンの精巧なレプリカの他、彼の所持品のレプリカと研究の成果を合わせて、世界各国で「氷の中からやってきた男」と題した展示会を開いている。2005年4月には、愛知県で開催された愛・地球博にちなみ、「アイスマン展」と題した展示会が名古屋の名古屋ボストン美術館と豊橋の自然史博物館で催された。

## 特徴

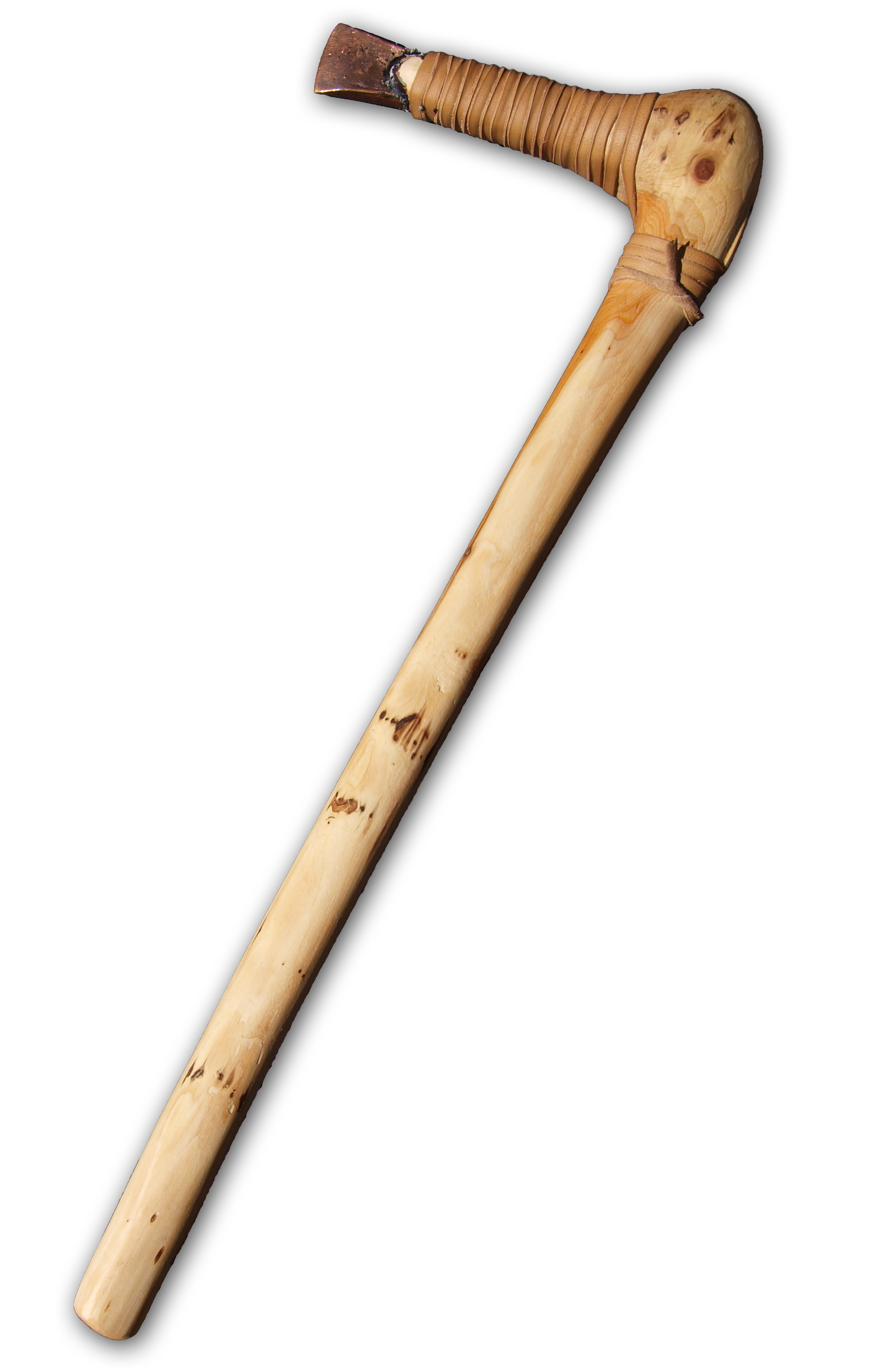
アイスマンの斧（復元品）

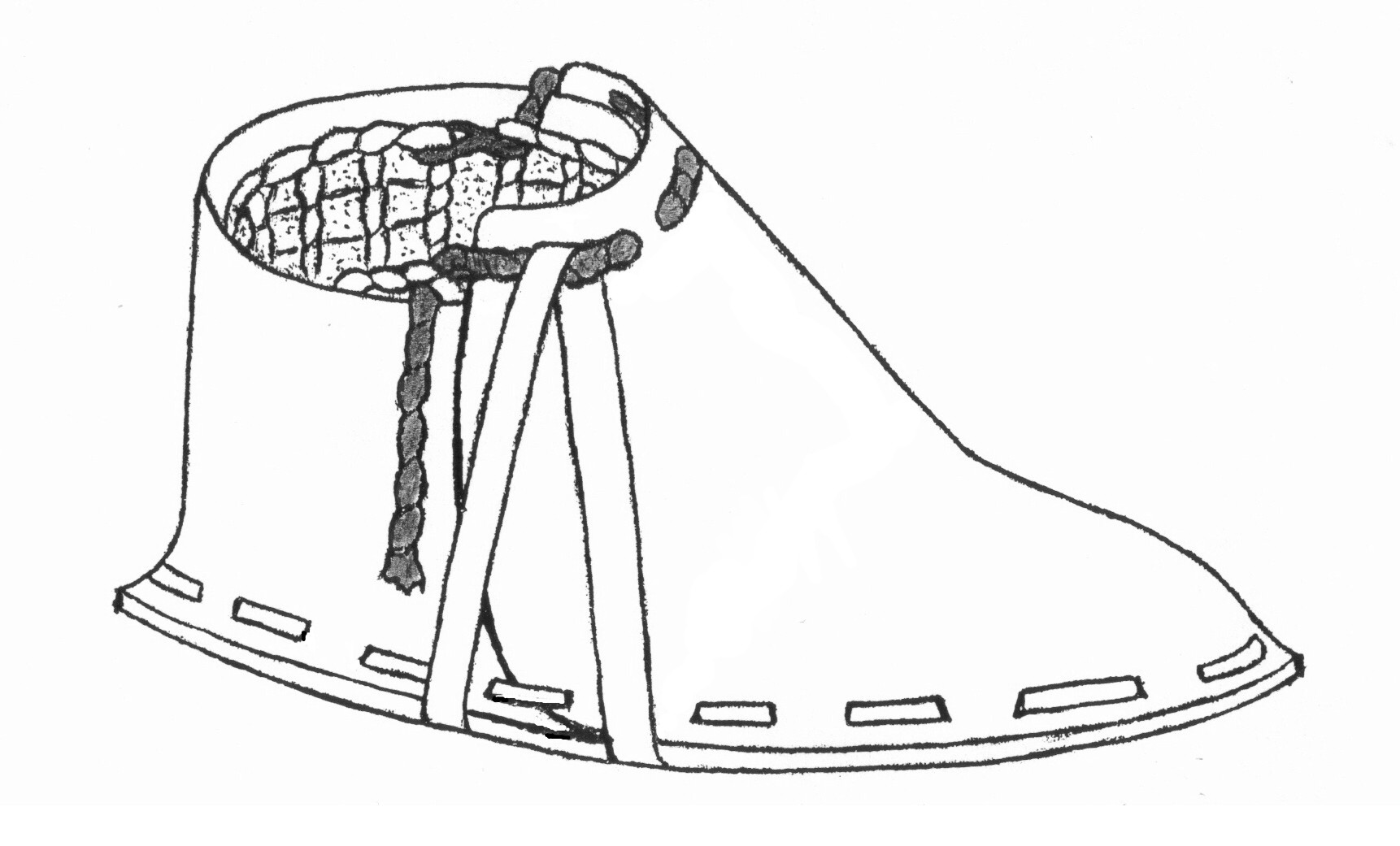
アイスマンの靴

2012年に初めて実施された解凍調査の結果、瞳、髪の色は茶色、肌の色は白色、身長160 cm、体重50 kg、骨からのデータにより年齢47歳前後、筋肉質な体型だと解明された。血液型はO型、乳糖不耐症の因子を持ち牛乳が苦手だった可能性が高い（そもそも、古代人の多くは乳糖不耐症の因子を持っており、ヨーロッパにおいて乳製品の飲食が広まったのは古代ローマ時代以降である）。腰椎すべり症を患っており、腰痛持ちであった事が考えられる。
背後や脚に刺青の跡があり、オーストリアのドルファー博士の調査ではその位置は胃腧、三焦腧、腎腧、崑崙など腰痛に効果のある現代のツボの位置と一致しておりつぼ治療をした痕と推測されている。これは5300年前にヨーロッパのアルプス山脈付近に高度な医療技術があったことを示唆している。
胃からはアイベックスなど数種類の動物の脂身やハーブが検出され、小麦に水を加えて加工した物も検出された。更に腸からは煤が検出され、彼がパンを食べていた可能性があることを示唆している。腸に鞭虫が寄生しており、また靴紐にその寄生虫除去に効果があると考えられる成分、ポリポレン酸を含んだカンバタケをつけていた。
作りかけの弓矢や精錬された銅製の斧を所持していた。特に斧に用いられた銅の純度は99.7%であり、彼が生きていた当時、アルプス近辺で既に高度な銅の精錬技術があった事をうかがわせる。靴は靴底が丈夫な熊の毛皮で作られ、中には防寒の為か藁を詰めてあった。革のゲートルを着用していた。草を編んで作った服の上に外套を纏っており、外套は色違いの革を縦縞模様に継ぎ接いで作られており、ベルトにはフリントやスクレイパー、乾燥したキノコなどが入った小さい袋がついていた。頭には熊の毛皮で作られた顎紐付きのフードを被っていた。
人類遺伝学者の、ブライアン・サイクス博士らのDNAの遺伝学的調査により、アイスマンの父系の祖先を辿ることのできるY染色体は、ハプログループG2a2a1b（G-L91）であることが判明した。
これは当時のヨーロッパの農耕人の系統（初期ヨーロッパ農耕民）と考えられている。このグループは、現在ではサルデーニャ島やコルシカ島の住民に残るインドヨーロッパ語族到来以前のタイプである。
また、アイスマンの母系の祖先を辿ることのできるミトコンドリアDNAを解析した結果ではハプログループK1であることが分かった。その他にも、アイスマンは、動脈硬化の要因になる遺伝子を持っていたことも明らかとなった。国際研究チームによって胃腸の遺伝子が分析され、アイスマンがピロリ菌に感染していたことがわかった。

## 死因
長らく彼の死亡の原因は専門家の間でも様々な説が唱えられた。発見当初は凍死説が有力であったが、2001年に放射線科医パウル・ゴストナー博士によるX線撮影調査で左肩に矢尻が見つかり、これが死因である可能性が高まった。ただし、死体の解剖分析は極めて貴重な資料を損傷するとして許可されないため実証することが難しかった。2007年にチューリヒ大学などの研究チームが行ったコンピュータ断層撮影装置により、動脈付近の傷が詳細に分析され、動脈損傷による失血死であったことが実証された。右眼窩に骨にまで至る裂傷が認められ、更に後頭部に即死に至る量の脳内出血の痕跡があり、これは彼に矢を放った者が止めを刺すべく、彼の側頭部を石などの鈍器で殴り、倒れた際に後頭部を打ち付けたことによると推測された。また、彼を殺傷した矢の軸は見つかっておらず、殺害者が持ち帰った可能性があり、彼が左腕をあごの下に伸ばした不自然な格好で発見されたのはそのためと考えられるという。再現考古学者で古代武器が専門のハルム・パウルゼン博士は、矢の柄は作成者が誰かがわかる名刺のようなもので、殺害者が証拠隠滅のために持ち帰ったのではないかという見解を述べている。
アイスマンは発掘現場の周辺で採取した植物の分析から、標高700 mの麓に居住していたと推定されており、その地点では有史以前の遺跡も存在している。また付着した花粉分析から死亡時季は晩春と推定されているが、まだ残雪が大量に残っている季節に3,000 mを越える高地に登った理由は不明である。彼の胃や腸から検出された花粉からは、彼が死ぬ直前の数日間の間に、モミが生える標高の高い場所から一度低い場所に移動した後、またすぐにモミが生える場所へ行くという強行軍を行っていた事が推測された。
アイスマンは部族間の争いに巻き込まれ、山を越えて逃亡する最中に死亡したという説の他、麓の牧人であり、放牧のために高地に登ってきた際に何らかの災難に遭ったという説もある。
2010年、イタリアの考古学者がこれまでの説を否定し、アイスマンは麓で死亡した後に、発見場所に運ばれ埋葬された可能性が高いという説を発表している。その証左として、発見された装備品の多くが未完成のままであるという点と、胃の残存物から彼は4月頃に死亡したと推測されたものの、発見現場から8・9月頃の花粉が見つかっている点を挙げている。そのため、「麓の戦いで死に、（死亡時期の4月は積雪で登れないため）数ヶ月後に現場に埋められた」と結論付けている。
ただし、いずれにしても仮説の域をでないものであり、実証できる証拠はほとんどない。

## その他

### 解剖
2012年、イタリアにて初めて解凍、解剖され、脳や内臓、骨、血管など149点ものサンプルが採取された。その模様と研究成果の一部が2013年3月24日、NHKの番組「NHKスペシャル 完全解凍！アイスマン 〜5000年前の男は語る〜」にてテレビ放送された。

### 子孫
2013年、性染色体の中に特異な塩基配列が発見され、それを元にしてアイスマンの子孫が現存するか調査がなされた。その結果、同様の特異な塩基配列を持っている15名のオーストリア人が発見され、彼の子孫である確率が高いとされている。